# 安东尼修道院

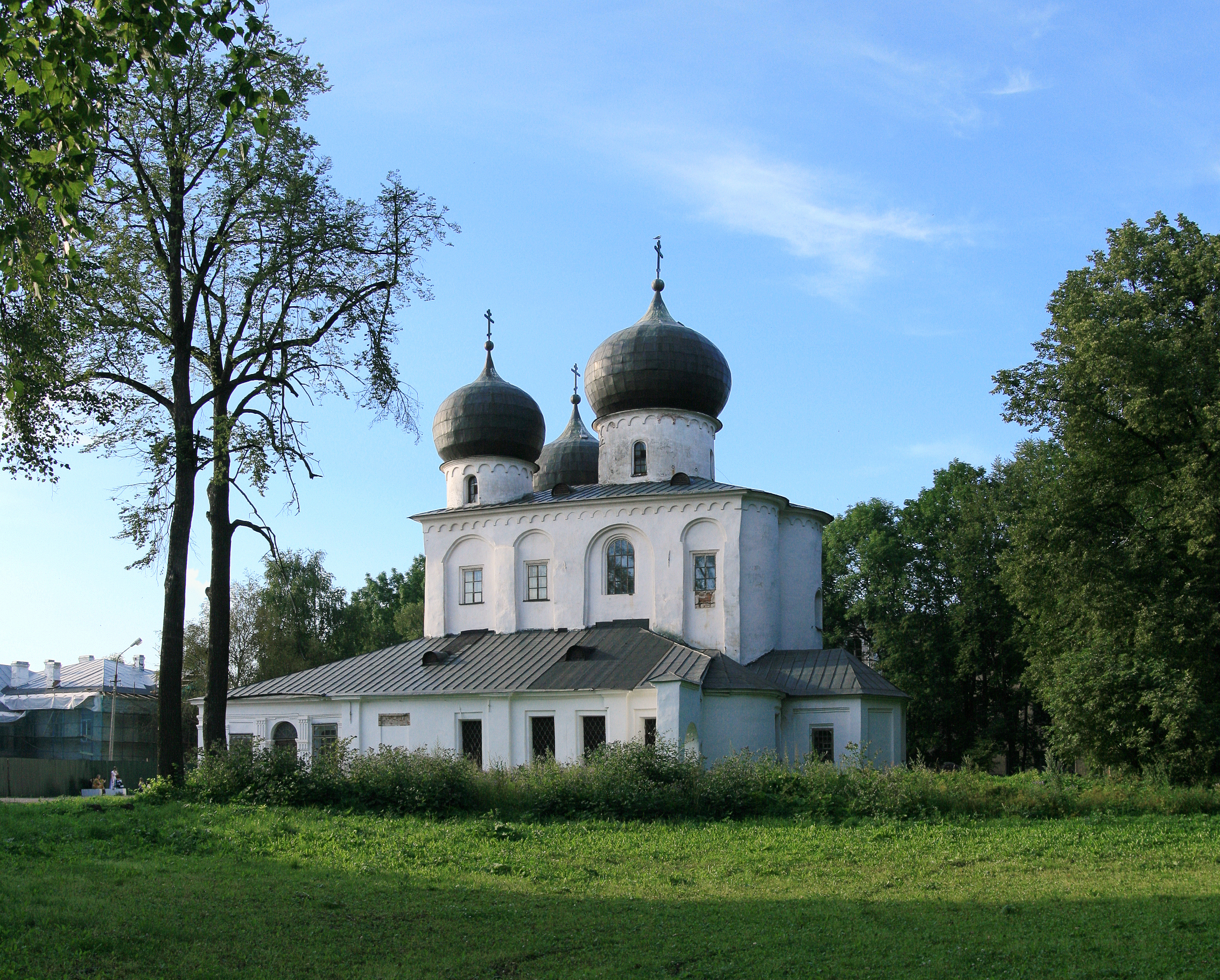

58°32′21″N 31°17′22″E / 58.53917°N 31.28944°E
安东尼修道院（俄语：Антониев монастырь，Antoniev Monastery）与圣乔治修道院同为中世纪大诺夫哥罗德最重要的修道院。它位于沃尔霍夫河右岸，市中心以北，为世界遗产“诺夫哥罗德的历史遗迹和周边地区”的一部分。

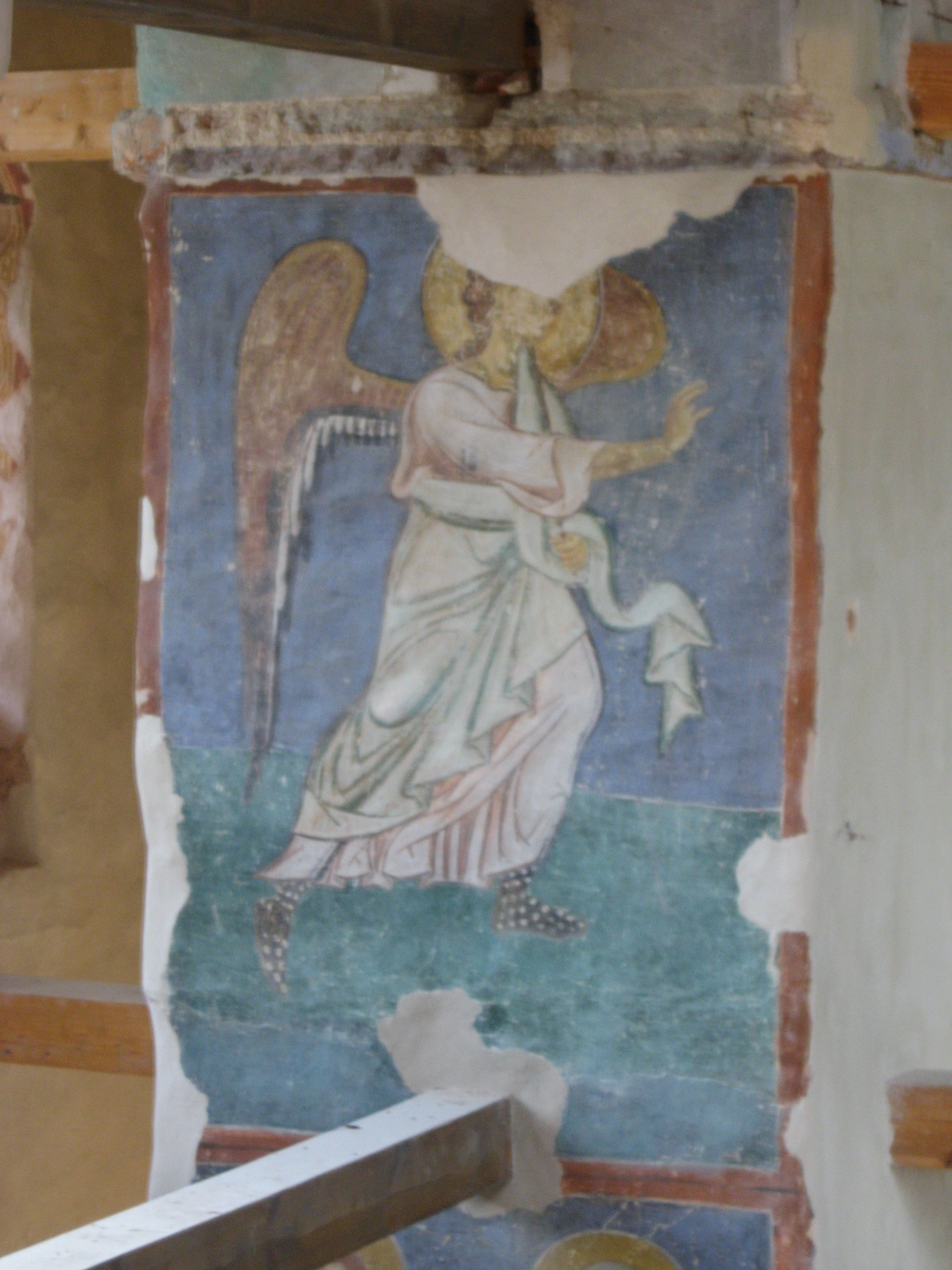
壁画

该修道院由罗马的安东尼创建于1117年。据传说，从罗马飞抵诺夫哥罗德的一块岩石（那块岩石现在在圣母圣诞大教堂大门右侧）。1131年他葬在教堂祭坛的地板下面。
圣母圣诞大教堂如同圣乔治修道院的圣乔治教堂，是俄罗斯为数不多的三圆顶的教堂之一。它也是俄罗斯幸存的几栋12世纪建筑之一。这里保存了一些中世纪壁画。
该修道院目前是诺夫哥罗德博物馆保护区的一部分，尚未归还俄罗斯正教会。